# Жан Мари Лоре
Жан-Мари Лоре-Фризон (фр. Jean-Marie Loret-Frizon; 1918, Секлен, Пикардија, Француска — 1985, Француска) био је француски радник на железници за кога се претпоставља да је ванбрачни син Адолфа Хитлера и његове љубавнице Шарлот Едокси Алиде Лобже, коју је упознао за време Првог светског рата док је служио у војсци.